# Sanremo-Festival 1955
Die fünfte Ausgabe des Festival della Canzone Italiana di Sanremo fand 1955 vom 27. bis 29. Januar im städtischen Kasino in Sanremo statt und wurde von Armando Pizzo und Maria Teresa Ruta moderiert.

## Ablauf und Neuerungen

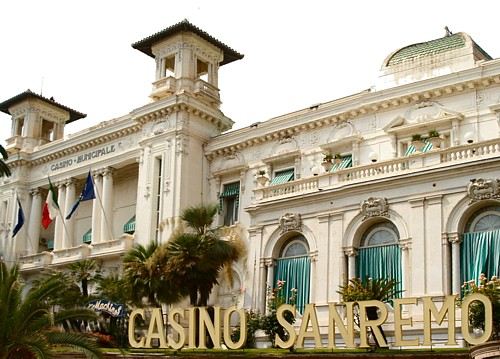
Das städtische Kasino, Veranstaltungsort des Sanremo-Festivals

Mit dem Jahr 1955 erfuhr das Festival einige Neuerungen: Erstmals wurde die Veranstaltung im Fernsehen ausgestrahlt (auch in Eurovision in Belgien, Frankreich, Deutschland, den Niederlanden und der Schweiz), weshalb der als wenig telegen geltende Nunzio Filogamo erstmals nicht mehr moderierte und durch das Duo Armando Pizzo und Maria Teresa Ruta ersetzt wurde. Die Vorauswahl der eingesendeten Lieder (412 an der Zahl) erfolgte nicht mehr durch die RAI selbst, sondern durch eine unabhängige Kommission, die sich aus Personen aus dem Literatur-, Musik- und Filmbetrieb zusammensetzte. Auch das Orchester von Cinico Angelini, von Anfang an dabei, wurde durch das Orchester Canzoni e Ritmi von Francesco Ferrari ersetzt.
Das Teilnehmerfeld veränderte sich ebenfalls stark, da eine neue Regel vorsah, dass Sänger bereits höchstens einmal teilgenommen haben durften; 13 der 15 Teilnehmer hatten daher 1955 ihren ersten Auftritt in Sanremo, darunter auch der bereits sehr populäre Claudio Villa. Nur Gianni Ravera und Natalino Otto hatten bereits im Vorjahr teilgenommen. Die Wettbewerbsregeln blieben unverändert, wobei allerdings die Anzahl der Lieder auf insgesamt 16 reduziert wurde. Diese wurden wie gewohnt an den ersten beiden Abenden in zwei Versionen präsentiert und von der vielköpfigen Jury bewertet; acht Lieder schafften es ins Finale.
Favorit Claudio Villa, der mit allen drei Liedern im Finale vertreten war, wurde am letzten Abend von einer Grippe heimgesucht und konnte sein Hotelzimmer nicht verlassen, weshalb im Saal stattdessen die Schallplatte vorgespielt wurde. Dies gilt als der erste Fall von Playback beim Sanremo-Festival. In der Endabstimmung landete Villas Buongiorno tristezza (alternativ von Tullio Pane gesungen) dann auf dem ersten Platz, seine anderen beiden Beiträge belegten den zweiten und vierten Platz.

## Teilnehmende Beiträge
| Platzierung | Interpret                                                                             | Lied                           | Autoren                                          |
| ----------- | ------------------------------------------------------------------------------------- | ------------------------------ | ------------------------------------------------ |
| 1           | Claudio Villa / Tullio Pane                                                           | Buongiorno tristezza           | Giuseppe Fiorelli, Mario Ruccione                |
| 2           | Claudio Villa / Tullio Pane                                                           | Il torrente                    | C. A. Liman, Leo Carmi                           |
| 3           | Natalino Otto und Trio Aurora / Nuccia Bongiovanni, Bruno Pallesi und Radio Boys      | Canto nella valle              | Mario Panzeri, Umberto Fusco                     |
| 4           | Claudio Villa / Narciso Parigi                                                        | Incantatella                   | Enzo Bonagura                                    |
| 5           | Antonio Basurto / Gianni Ravera                                                       | Un cuore                       | Peppino Mendes, Eduardo Falcocchio               |
| 6           | Jula De Palma / Marisa Colomber                                                       | L’ombra                        | Walter Colì                                      |
| 7           | Narciso Parigi und Radio Boys / Natalino Otto und Trio Aurora                         | Ci ciu ci (cantava un usignol) | Ettore Minoretti, Saverio Seracini               |
| 8           | Antonio Basurto / Natalino Otto                                                       | Una fotografia nella cornice   | Mannucci, Fecchi                                 |
|             | Antonio Basurto / Jula De Palma                                                       | Cantilena del trainante        | Faccenna, De Angelis                             |
|             | Bruno Pallesi / Jula De Palma                                                         | Che fai tu luna in ciel        | Rastelli, Brinniti                               |
|             | Clara Jaione und Radio Boys / Nella Colombo, Bruno Rosettani und Trio Aurora          | Era un omino (piccino piccino) | Angelo Paolillo                                  |
|             | Gianni Ravera / Tullio Pane                                                           | Non penserò che a te           | Taddei, Poggiali, Minasi                         |
|             | Nella Colombo, Bruno Rosettani und Trio Aurora / Nuccia Bongiovanni und Bruno Pallesi | Il primo viaggio               | Sargon                                           |
|             | Bruno Pallesi / Jula De Palma                                                         | Sentiero                       | Bixio Cherubini, Carlo Concina                   |
|             | Natalino Otto / Nuccia Bongiovanni und Radio Boys                                     | I tre timidi                   | Eros Valladi                                     |
|             | Bruno Rosettani und Trio Aurora / Clara Jaione und Radio Boys                         | Zucchero e pepe                | Biri, Lydia Capece Minutolo, Vittorio Mascheroni |

## Erfolge
Die Ausgabe 1955 erwies sich als wenig erfolgreich, was die anschließenden Verkäufe anging; nur Era un omino (piccino piccino) (in der Interpretation von Nella Colombo, Bruno Rosettani und dem Trio Aurora) konnte sich langfristig zu einem Hit entwickeln.